# Friedrich Zirpel
Friedrich Zirpel (* 28. Mai 1921 in Leipzig) ist ein ehemaliger deutscher Drogist und Politiker (LDPD). Er war von 1967 bis 1976 Abgeordneter der Volkskammer der DDR.

## Leben
Zirpel, Sohn eines Handwerkers, besuchte die Volks- und die Mittelschule und absolvierte von 1935 bis 1938 eine kaufmännische Lehre und eine Drogistenfachschule. Zum 1. Januar 1939 trat er der SS bei. Von 1938 bis 1956 arbeitete er als kaufmännischer Angestellter. Von 1953 bis 1956 war er Mitinhaber einer Drogerie. Von 1956 bis 1960 war er geschäftsführender Gesellschafter und ab 1961 Komplementär der Elisen-Drogerie Thörner & Zirpel in Leipzig. Im Jahr 1957 trat er in die Liberaldemokratische Partei Deutschlands (LDPD) ein und wurde 1959 Mitglied des LDPD-Kreisvorstandes Leipzig-Stadt. Von 1961 bis 1965 war er Nachfolgekandidat und von 1965 bis 1970 Mitglied der Stadtverordnetenversammlung von Leipzig. Von 1967 bis 1976 gehörte er als Mitglied der LDPD-Fraktion der Volkskammer der DDR an.

## Auszeichnungen
- Zirpel wurde zweimal mit der Medaille für ausgezeichnete Leistungen und einmal als Aktivist ausgezeichnet